# سیوداد پردیدا
سیوداد پردیدا (به اسپانیایی: Ciudad Perdida به معنی «شهر گمشده»؛ همچنین با نام‌های تیونا و بوریتاکا-۲۰۰ شناخته می‌شود) مکان باستان‌شناسی است که یک شهر باستانی در سیرا نوادا د سانتا مارتا کلمبیا را در خود جای داده است و امروزه در حوزه قضایی شهرداری سانتا مارتا قرار دارد. اعتقاد بر این است که این شهر در حدود سال ۸۰۰ پس از میلاد تأسیس شده است. اگر چنین باشد، سیوداد پردیدا حدود ۶۵۰ سال قبل از ماچوپیچو بنیان نهاده شد.
سیوداد پردیدا از مجموعه ای از ۱۶۹ تراس حک شده در دامنه کوه، شبکه ای از جاده‌های کاشی شده و چندین میدان کوچک مدور تشکیل شده است. دسترسی به ورودی فقط با بالا رفتن از ۱۲۰۰ پله سنگی از میان جنگل‌های متراکم امکان‌پذیر است.

## تاریخچه

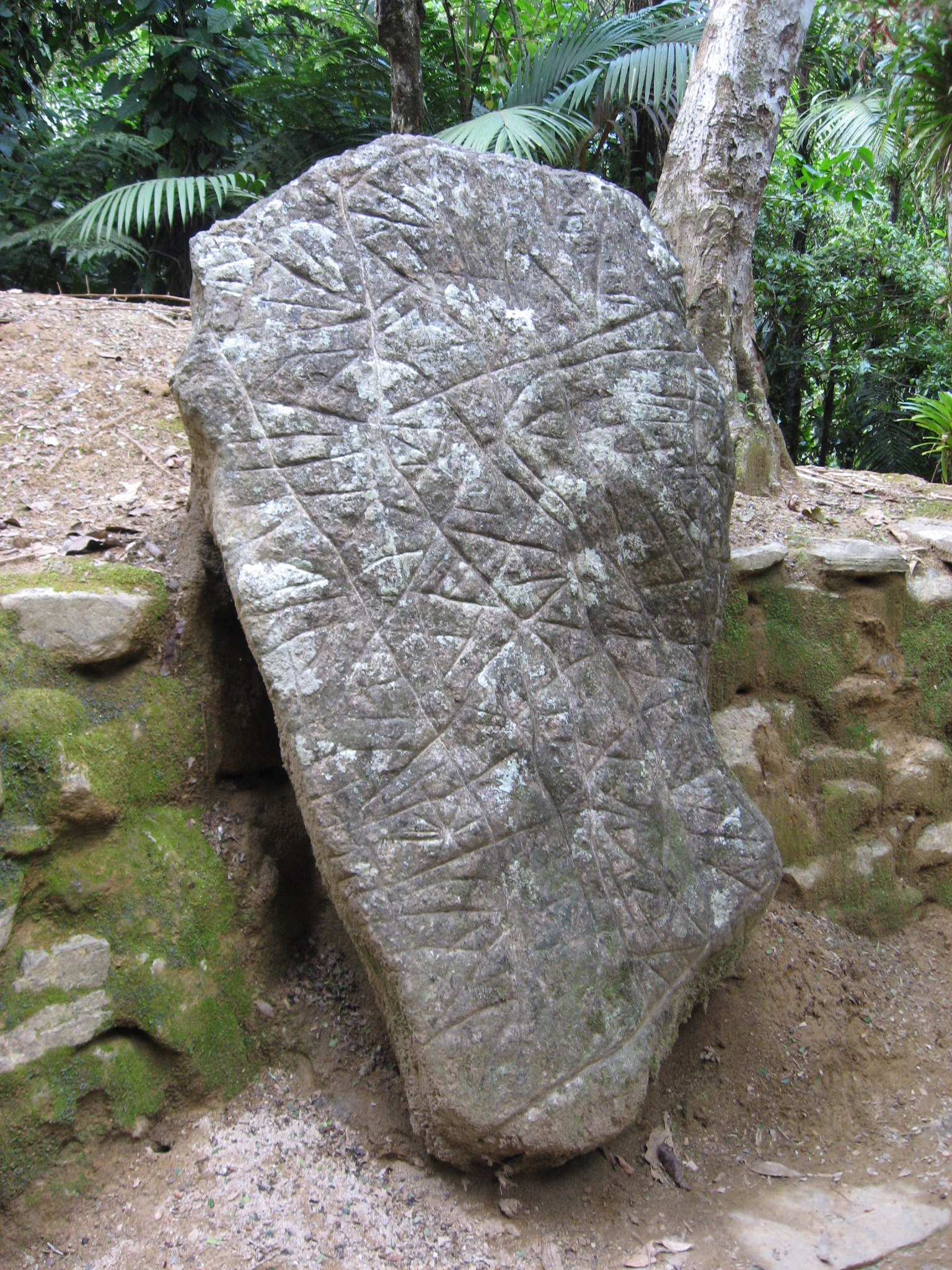
تخته سنگی با نشانه‌های کنده‌کاری شده، که گمان می‌رود نقشه سیوداد پردیدا و مسیرهایی باشد که آن را به منطقه بزرگ‌تر متصل می‌کند.

ساخت سیوداد پردیدا حدود ۸۰۰ پس از میلاد انجام پذیرفت. به احتمال زیاد مرکز سیاسی و تولیدات منطقه در رودخانه بوریتاکا بوده و احتمالاً ۲۰۰۰ تا ۸۰۰۰ نفر را در خود جای می‌داده است. مردم تایرونا در ابتدا در این سایت سکونت داشتند. به گفته مردم کوگی، که برخی از آخرین نوادگان بومی حفظ شده تایرونا هستند، تایرونا هزاران سال، تا پیش از ورود فاتحان اسپانیایی در این شهر زندگی می‌کردند.
مردم تایرونا در قرن شانزدهم، پس از سالها تجارت و درگیری مجبور به فرار از این شهر شدند.

## نگارخانه

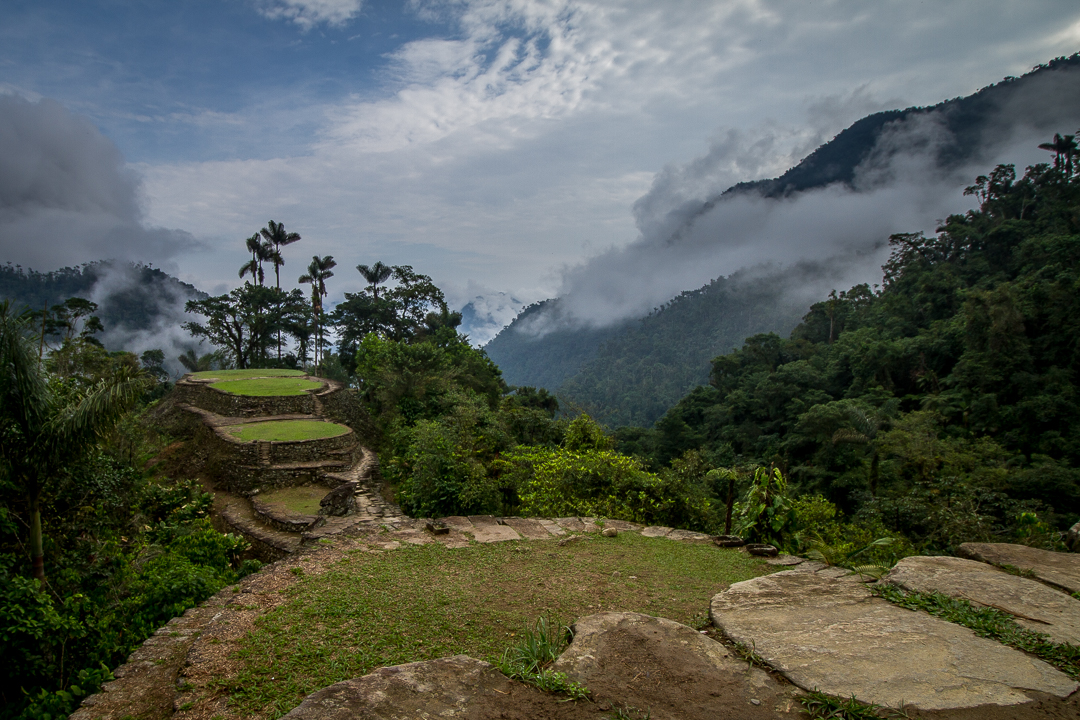
چشم اندازی از سیوداد پردیدا
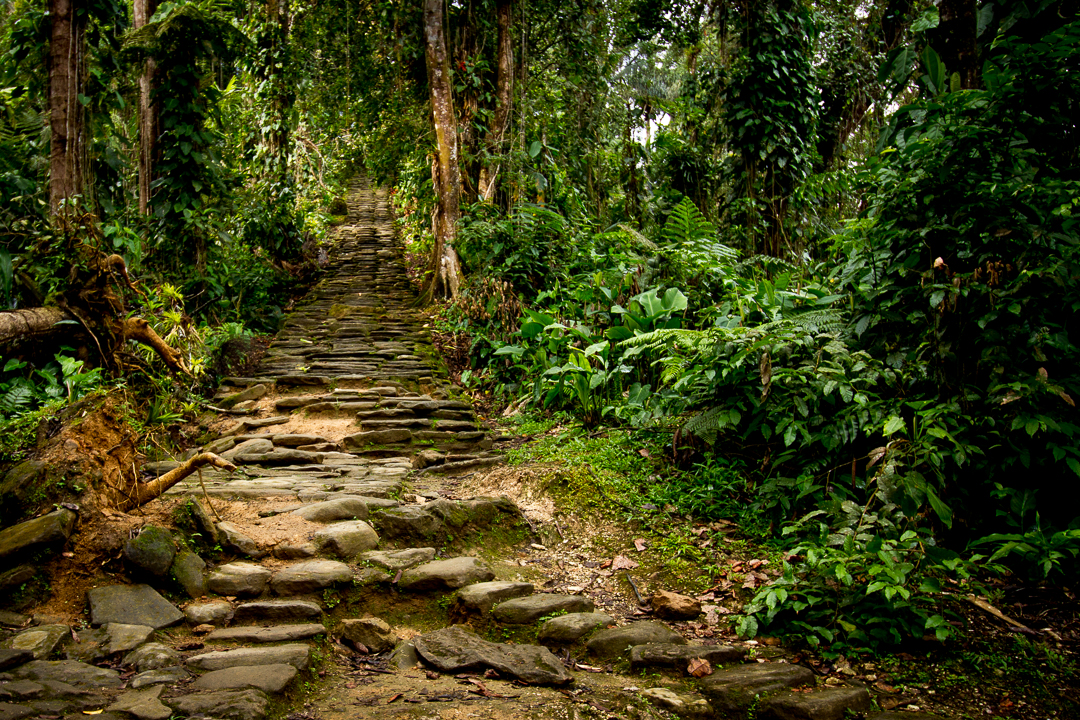
بخشی از پلکان سنگی که از دره رودخانه به سیوداد پردیدا منتهی می‌شود
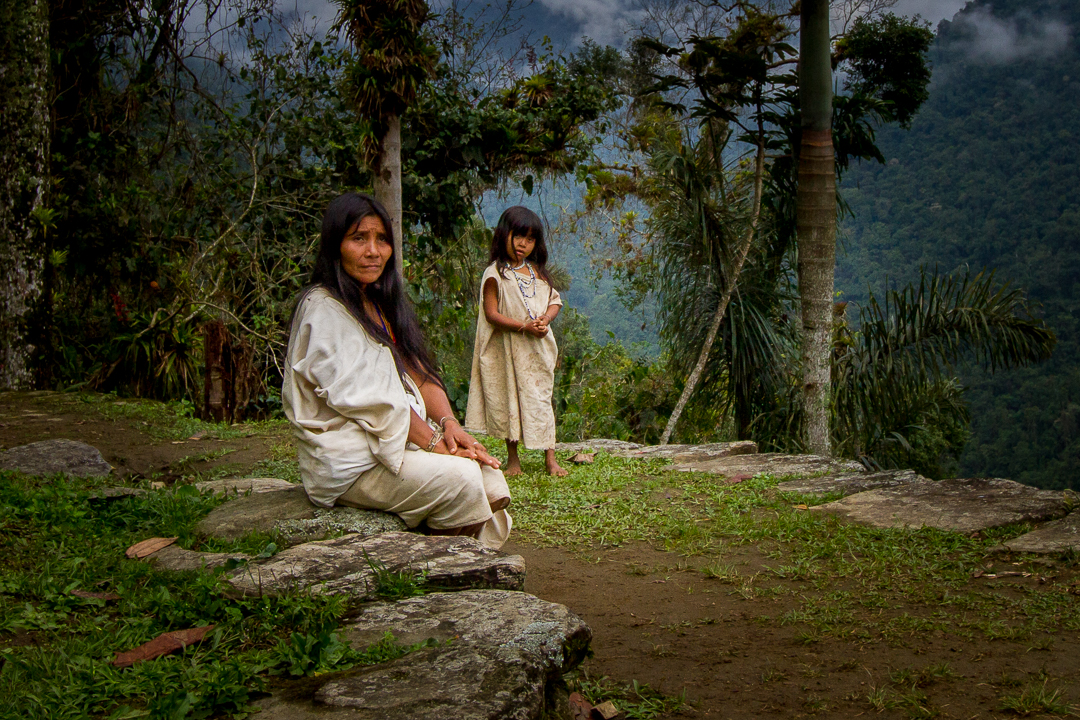
پرتره زن و کودک قبیله کوگی در تراس سیوداد پردیدا
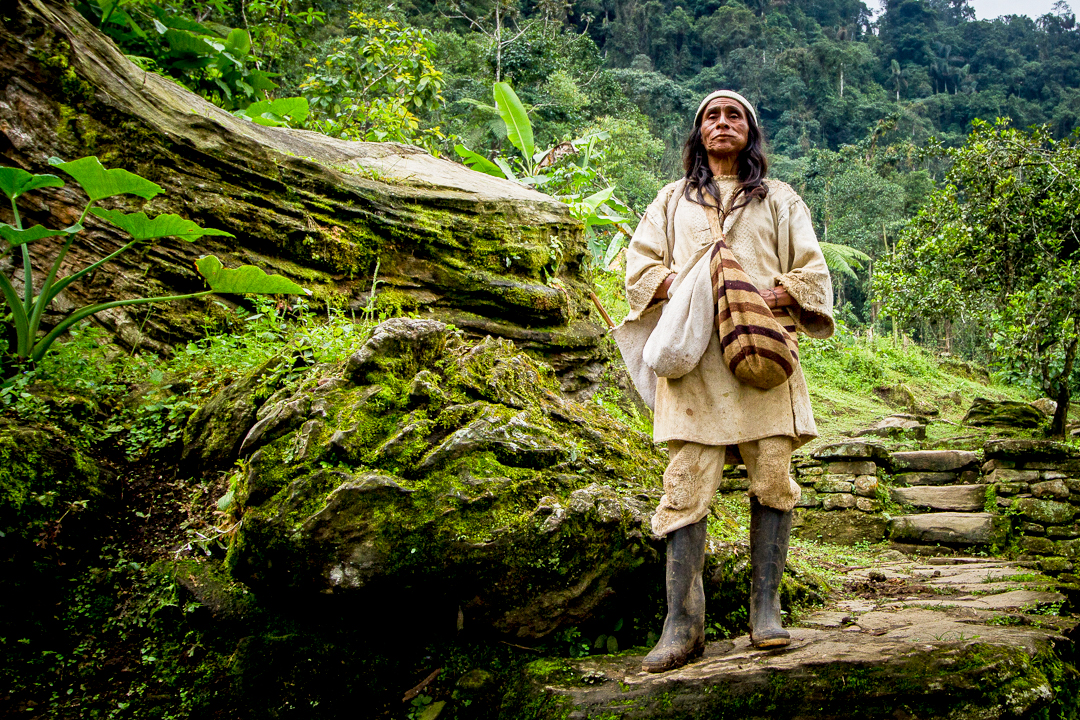
پرتره یک شمن کوگی در سیوداد پردیدا